# DFA Records
DFA Records es una compañía discográfica independiente estadounidense formada en 2001 por el músico y productor británico Tim Goldsworthy, el músico del grupo estadounidense de rock LCD Soundsystem: James Murphy y el actor Jonathan Galkin que anteriormente fue actor en la famosa cadena televisiva de niños: Nickelodeon.
El nombre de la discográfica inicialmente se llamaba Death From Above Records, pero debido a problemas de nombre con el grupo canadiense de rock: Death from Above, tuvieron que cambiarlo simplemente a DFA Records.

## Algunos artistas de la discográfica
- Hercules and Love Affair
- Holy Ghost!
- Hot Chip
- LCD Soundsystem
- Liquid Liquid
- The Juan MacLean
- The Rapture
- Yacht